# Méallet
Méallet é uma comuna francesa na região administrativa de Auvérnia-Ródano-Alpes, no departamento de Cantal. Estende-se por uma área de 20,56 km². Em 2010 a comuna tinha 169 habitantes (densidade: 8,2 hab./km²).